# Star Automobile Company (Illinois)
Star Automobile Company war ein US-amerikanischer Hersteller von Automobilen aus Illinois.

## Unternehmensgeschichte
Das Unternehmen wurde im Januar 1907 in Chicago gegründet. Im gleichen Jahr begann die Produktion von Automobilen. Der Markenname lautete Star. Es gab Pläne für ein Werk in Marion in Indiana, die jedoch nicht umgesetzt wurden. 1908 endete die Produktion.
Weitere Hersteller von Personenkraftwagen der Marke Star aus den USA waren Star Automobile Company (Ohio), Model Gas Engine Works, Star Motor Car Company und Star (Automarke).

## Fahrzeuge
Im Angebot stand nur ein Grundmodell. Es hatte einen Einzylinder-Zweitaktmotor. Die Motorleistung von 10 PS wurde über ein Friktionsgetriebe an die Hinterachse übertragen. Der Aufbau war ein offener Runabout mit zwei Sitzen. Überliefert sind drei Modelle für 500, 600 und 700 US-Dollar. Es bleibt unklar, worin sie sich unterschieden. Eine Möglichkeit wäre die Ausstattung, eine andere der Radstand.